# Hermann Stegemann (Journalist)

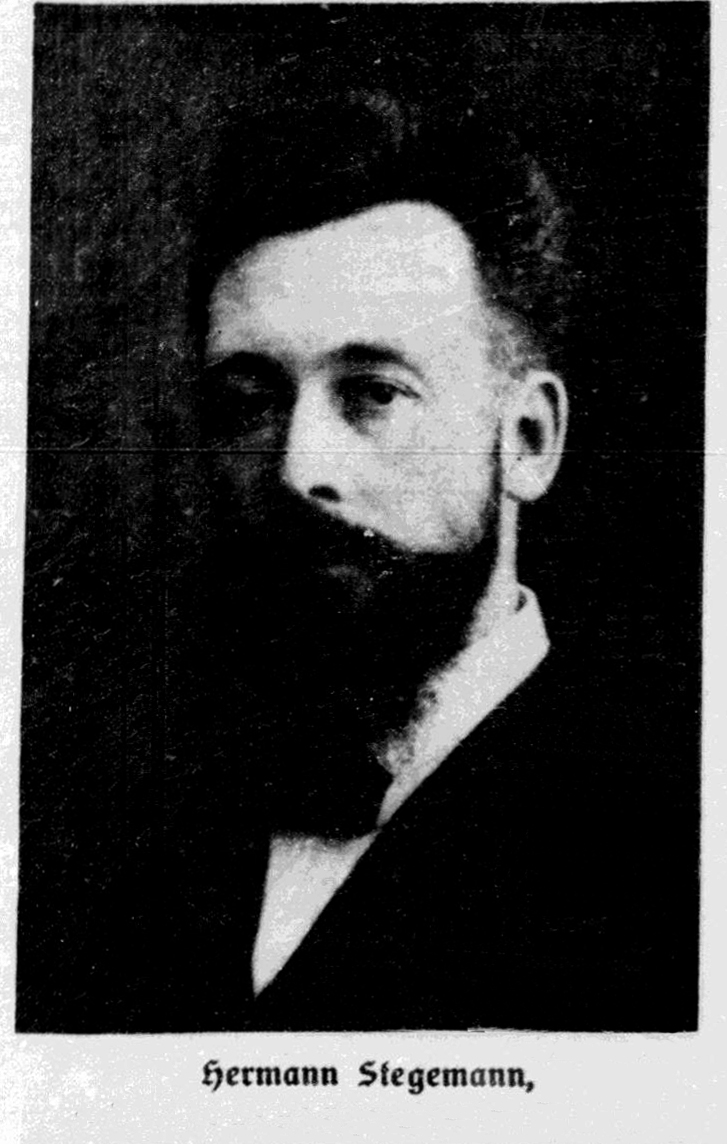
Hermann Stegemann (1912)

Hermann Stegemann (Pseudonym: Hermann Sentier; * 30. Mai 1870 in Koblenz; † 8. Juni 1945 in Merligen, Kanton Bern) war ein deutsch-schweizerischer Journalist und Schriftsteller.

## Leben
Hermann Stegemann war der Sohn eines preußischen Beamten. Nach der Versetzung des Vaters wuchs er zweisprachig im Elsass auf. Sein Studium der Philosophie und Literaturgeschichte, das ihn an die Universitäten München und Zürich führte, brach er ohne Abschluss ab und widmete sich stattdessen dem Journalismus und der Literatur. Von 1893 bis 1902 schrieb er politische Kommentare für den kleinen Anzeiger aus dem Bezirke Affoltern. 1894 wirkte er als Dramaturg am Stadttheater Zürich und gehörte daneben der Redaktion des örtlichen Theater- und Concertblattes an. Von 1895 bis 1906 war er Redakteur bei den Basler Nachrichten. 1901 erwarb er das Basler Bürgerrecht und damit die Schweizer Staatsbürgerschaft. Von 1907 bis 1908 war er Herausgeber und Chefredakteur der Basler Nachrichten und ab 1912 literarischer Redakteur der in Bern erscheinenden Zeitung Der Bund. Für dieselbe Zeitung schrieb er während des Ersten Weltkriegs eine Kolumne mit dem Titel Zur Kriegslage, die später in Buchform unter dem Titel Geschichte des Krieges erschien. In den Jahren 1922 und 1923 hielt er an der Universität München kriegs- und zeitgeschichtliche Vorlesungen. Nach seiner Rückkehr in die Schweiz lebte er ab 1923 als freiberuflicher Schriftsteller abwechselnd in Luzern, Merligen und Zürich.
Hermann Stegemann verfasste neben seinen journalistischen Arbeiten zahlreiche Romane, Erzählungen, Gedichte und Theaterstücke. Als Anhänger eines ausgeprägt nationalistischen Geschichtsbildes, das ihn in den Dreißigerjahren die nationalsozialistische Machtergreifung begrüßen ließ, behandelte er häufig Themen aus der Geschichte des Elsass und der alemannischen Länder. Sein Buch Weltwende. Der Kampf um die Zukunft und Deutschlands Gestalt wurde von der nationalsozialistischen Kritik als besonders wertvoller Beitrag zur neueren Geschichtsschreibung hervorgehoben.

## Ehrungen
Hermann Stegemann wurde 1920 mit einem Ehrendoktorat der Universität Freiburg im Breisgau ausgezeichnet. 1935 erhielt er den Goethepreis der Stadt Frankfurt, 1939 den Rheinischen Literaturpreis. Ab 1933 war er korrespondierendes Mitglied der Preußischen Akademie der Wissenschaften. Ernst Jünger widmete ihm sein berühmtes Kriegstagebuch In Stahlgewittern. In Stegemanns Geburtsstadt Koblenz wurde anlässlich seines 60. Geburtstages eine Straße nach ihm benannt.

## Schriften
- Antike Novellen, Karlsruhe 1887
- Weihefrühling, Colmar 1888
- Stratonike, Karlsruhe 1888
- Der Abgott, Dresden [u. a.] 1891
- Gertrud, Colmar 1891
- Mechthildis, Müllheim-Badenweiler 1891
- Mein Elsaß, Colmar 1891
- Dorfdämmerung, Zürich 1892
- Lieder zweier Freunde, Zürich 1893 (zusammen mit Victor Hardung)
- Erntenovellen, Basel 1894
- Herzog Bernhard, Basel 1894
- Das Fest der Jugend, Basel 1895
- Heimliche Liebe, Basel 1895
- Südsturm, Basel 1895
- Heinrich Pestalozzi, Basel 1896
- Das Märchen, Basel 1896
- Daphnis, Frauenfeld 1898
- Stille Wasser, Stuttgart 1899
- Nikolaus von Flüe, Basel 1902
- Der Gebieter, Stuttgart [u. a.] 1903
- Söhne des Reichslands, Stuttgart [u. a.] 1903
- Daniel Junt, Berlin 1905
- Die als Opfer fallen, Berlin 1906
- Vita somnium breve, Berlin 1907
- Die Befreiten, Stuttgart 1908
- Kreisende Becher, Berlin 1910
- Theresle. Die Wirtin von Heiligenbronn. Roman, Berlin 1911. (auch in Die Neue Welt, Heft 29 ff.)
- Die Himmelspacher, Berlin 1912
- Die Tagespresse als geistige Volksnahrung, Zürich 1912 (zusammen mit Oscar Wettstein)
- Thomas Ringwald, Berlin 1912
- Ewig still, Berlin 1913
- Die Krafft von Illzach, Berlin 1913
- Der Schläfer von Sulz, Stuttgart 1913
- Der gefesselte Strom, Berlin 1914
- Überwinder, Berlin 1915
- Heimkehr, Berlin 1916
- Geschichte des Krieges, Stuttgart (DVA)
  - 1 (1917) (online)
  - 2 (1917) (online)
  - 3 (1919) (online)
  - 4 (1921) (online)
- Rettet das Saarland, Berlin 1919
- Ausgewählte Werke, Stuttgart
  - 1. Die als Opfer fallen, 1920
  - 2. Der gefesselte Strom, 1920
  - 3. Theresle, die Wirtin von Heiligenbronn, 1920
  - 4. Thomas Ringwald, 1920
  - 5. Die Krafft von Illzach, 1920
  - 6. Daniel Imel, Die Himmelspacher und kleine Novellen, 1920
- Die rheinische Frage, Berlin 1921
- Die Bantiger, Stuttgart 1923
- Der Kampf um den Rhein, Stuttgart 1924
- Das Trugbild von Versailles, Stuttgart 1926[3]
- Wandlung, Berlin 1927
- Jakobäa, Stuttgart 1928
- Das Ende der Grafen Krall, Stuttgart 1929
- Erinnerungen aus meinem Leben und aus meiner Zeit, Stuttgart 1930
- Die letzten Tage des Marschalls von Sachsen, Stuttgart 1930
- Von Leben zu Leben, Stuttgart 1930
- Das Kind Eva, Stuttgart [u. a.] 1931
- Deutschland und Europa, Stuttgart [u. a.] 1932
- Die Herren von Höhr, Stuttgart [u. a.] 1932
- Weltwende, Stuttgart [u. a.] 1934
- Schicksalssymphonie, Stuttgart [u. a.] 1937
- Der Krieg, Stuttgart
  - 1 (1939)
  - 2 (1940)
- Ewiges Werden, Stuttgart [u. a.] 1941
- Menschen machen Geschichte, Gräfelfing bei München 1958

### Herausgeberschaft
- Des Deutschen Vaterland, Stuttgart [u. a.] 1934

### Übersetzungen
- Quintus Horatius Flaccus: Des Horatius schönste Lieder, Berlin 1893